# Ormiscodes perdix
Ormiscodes perdix är en fjärilsart som beskrevs av J. Peter Maassen och Gustav Weymer 1886. Ormiscodes perdix ingår i släktet Ormiscodes och familjen påfågelsspinnare. Inga underarter finns listade i Catalogue of Life.